# Mark Duffy
Mark James Duffy (Liverpool, Inglaterra, Reino Unido, 7 de octubre de 1985) es un futbolista inglés. Juega de centrocampista y su equipo es el Macclesfield F. C. de la North West Counties Football League de Inglaterra.

## Clubes
| Club                         | País         | Año       |
| ---------------------------- | ------------ | --------- |
| Vauxhall Motors F. C.        | Inglaterra   | 2004-2005 |
| Prescot Cables F. C.         | Inglaterra   | 2005-2007 |
| Southport F. C.              | Inglaterra   | 2007-2009 |
| Morecambe F. C. (cesión)     | Inglaterra   | 2009      |
| Morecambe F. C.              | Inglaterra   | 2009-2011 |
| Scunthorpe United F. C.      | Inglaterra   | 2011-2013 |
| Doncaster Rovers F. C.       | Inglaterra   | 2013-2014 |
| Birmingham City F. C.        | Inglaterra   | 2014-2016 |
| Chesterfield F. C. (cesión)  | Inglaterra   | 2015      |
| Burton Albion F. C. (cesión) | Inglaterra   | 2015-2016 |
| Sheffield United F. C.       | Inglaterra   | 2016-2020 |
| Stoke City F. C. (cesión)    | Inglaterra   | 2019-2020 |
| ADO Den Haag (cesión)        | Países Bajos | 2020      |
| Fleetwood Town F. C.         | Inglaterra   | 2020-2021 |
| Tranmere Rovers F. C.        | Inglaterra   | 2021-2022 |
| Macclesfield F. C.           | Inglaterra   | 2022-     |

## Palmarés

### Títulos nacionales
| Título              | Club                   | País       | Año     |
| ------------------- | ---------------------- | ---------- | ------- |
| Football League One | Sheffield United F. C. | Inglaterra | 2016-17 |